# Refratariedade à transfusão de plaquetas
A refratariedade à transfusão de plaquetas é a falha repetida em atingir o nível desejado de plaquetas sanguíneas em um paciente após uma transfusão de plaquetas. A causa da refratariedade pode ser imune ou não imune. Entre a refratariedade relacionada ao sistema imunológico, os anticorpos contra antígenos HLA são a causa primária. As causas não imunes incluem esplenomegalia (aumento do baço), febre e sepse.

## Causas e diagnostico
A refratariedade plaquetária pode ser devida a causas imunes ou não imunes. As causas não imunes são responsáveis por 80% dos casos de refratariedade plaquetária, e a sepse é uma das causas não imunes mais comuns. A aloimunização HLA é a causa imunológica mais comum de refratariedade plaquetária.
A refratariedade à transfusão de plaquetas pode ser definida de várias maneiras diferentes. Todas as medidas de refratariedade plaquetária são definidas pelo momento da contagem de plaquetas pós-transfusão, geralmente uma hora após a transfusão ou 24 horas após a transfusão, ou ambos.